# Fredrik Nordback
Fredrik Nordback est un footballeur finlandais, né le 20 mars 1979 à Hanko en Finlande. Il évoluait comme milieu relayeur.

## Biographie
Formé au Hangö IK, il rejoint le club suédois du Örebro SK en 1995. Il y effectue la totalité de sa carrière professionnelle à partir de 1997, et y devient titulaire en 2000.
Malheureusement en quinze années de présence il n'a remporté aucun titre.

## Sélection
- Finlande : 7 sélections

Fredrik obtient ses sept sélections entre 2003 et 2005, trois comme titulaire et quatre comme remplaçant.
Il est ensuite barré à cette époque en sélection par des joueurs comme les jeunes Teemu Tainio et Mika Väyrynen, ou encore les expérimentés Aki Riihilahti et Simo Valakari.   